# Os de Plata al millor guió
L'Os de Plata al millor guió (Silberne Bär für das beste Drehbuch) és un premi del Festival Internacional de Cinema de Berlín. Es va entregar per primera vegada l'any 2008 dins la categoria d'Os de Plata.

## Palmarès

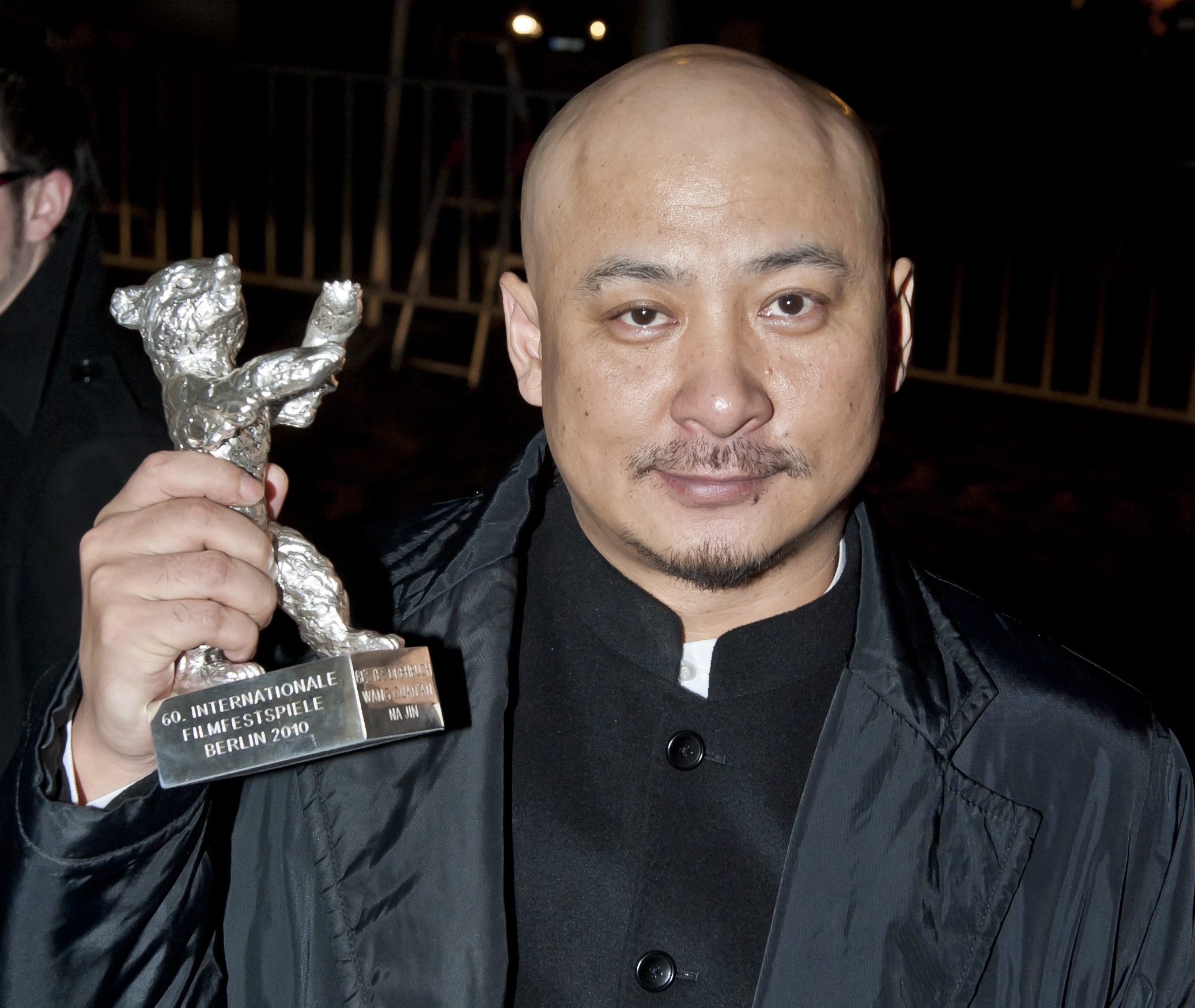
Wang Quan'an amb l'Os de Plata al millor guió (2010).

| Any  | Guardonats                                          | Pel·lícula                | Títol original            |
| ---- | --------------------------------------------------- | ------------------------- | ------------------------- |
| 2008 | Wang Xiaoshuai                                      | In Love We Trust          | 左右 (Zǔo yòu)            |
| 2009 | Oren Moverman Alessandro Camon                      | The Messenger             | The Messenger             |
| 2010 | Wang Quan'an Na Jin                                 | Apart Together            | 團圓, Tuán yuán           |
| 2011 | Joshua Marston Andamion Murataj                     | The Forgiveness of Blood  | The Forgiveness of Blood  |
| 2012 | Nikolaj Arcel Rasmus Heisterberg                    | A Royal Affair            | En kongelig affære        |
| 2013 | Jafar Panahi                                        | Closed Curtain            | Pardé                     |
| 2014 | Dietrich Brüggemann Anna Brüggemann                 | Kreuzweg                  | Kreuzweg                  |
| 2015 | Patricio Guzmán                                     | El botón de nácar         | El botón de nácar         |
| 2016 | Tomasz Wasilewski                                   | Zjednoczone Stany Miłości | Zjednoczone Stany Miłości |
| 2017 | Sebastián Lelio Gonzalo Maza                        | Una mujer fantástica      | Una mujer fantástica      |
| 2018 | Alonso Ruizpalacios Manuel Alcalá                   | Museo                     | Museo                     |
| 2018 | Maurizio Braucci Claudio Giovannesi Roberto Saviano | La paranza dei bambini    | La paranza dei bambini    |
| 2020 | Damiano i Fabio D'Innocenzo                         | Favolacce                 | Favolacce                 |